# Théories du complot sur le Vatican
 (août 2021).
La mise en forme du texte ne suit pas les recommandations de Wikipédia : il faut le « wikifier ».
Les points d'amélioration suivants sont les cas les plus fréquents. Le détail des points à revoir est peut-être précisé sur la page de discussion.
- Les titres sont pré-formatés par le logiciel. Ils ne sont ni en capitales, ni en gras.
- Le texte ne doit pas être écrit en capitales (les noms de famille non plus), ni en gras, ni en italique, ni en « petit »…
- Le gras n'est utilisé que pour surligner le titre de l'article dans l'introduction, une seule fois.
- L'italique est rarement utilisé : mots en langue étrangère, titres d'œuvres, noms de bateaux, etc.
- Les citations ne sont pas en italique mais en corps de texte normal. Elles sont entourées par des guillemets français : « et ».
- Les listes à puces sont à éviter, des paragraphes rédigés étant largement préférés. Les tableaux sont à réserver à la présentation de données structurées (résultats, etc.).
- Les appels de note de bas de page (petits chiffres en exposant, introduits par l'outil «  Source ») sont à placer entre la fin de phrase et le point final[comme ça].
- Les liens internes (vers d'autres articles de Wikipédia) sont à choisir avec parcimonie. Créez des liens vers des articles approfondissant le sujet. Les termes génériques sans rapport avec le sujet sont à éviter, ainsi que les répétitions de liens vers un même terme.
- Les liens externes sont à placer uniquement dans une section « Liens externes », à la fin de l'article. Ces liens sont à choisir avec parcimonie suivant les règles définies. Si un lien sert de source à l'article, son insertion dans le texte est à faire par les notes de bas de page.
- La présentation des références doit suivre les conventions bibliographiques. Il est recommandé d'utiliser les modèles {{Ouvrage}}, {{Chapitre}}, {{Article}}, {{Lien web}} et/ou {{Bibliographie}}. Le mode d'édition visuel peut mettre en forme automatiquement les références.
- Insérer une infobox (cadre d'informations à droite) n'est pas obligatoire pour parachever la mise en page.

Pour une aide détaillée, merci de consulter Aide:Wikification.
Si vous pensez que ces points ont été résolus, vous pouvez retirer ce bandeau et améliorer la mise en forme d'un autre article.

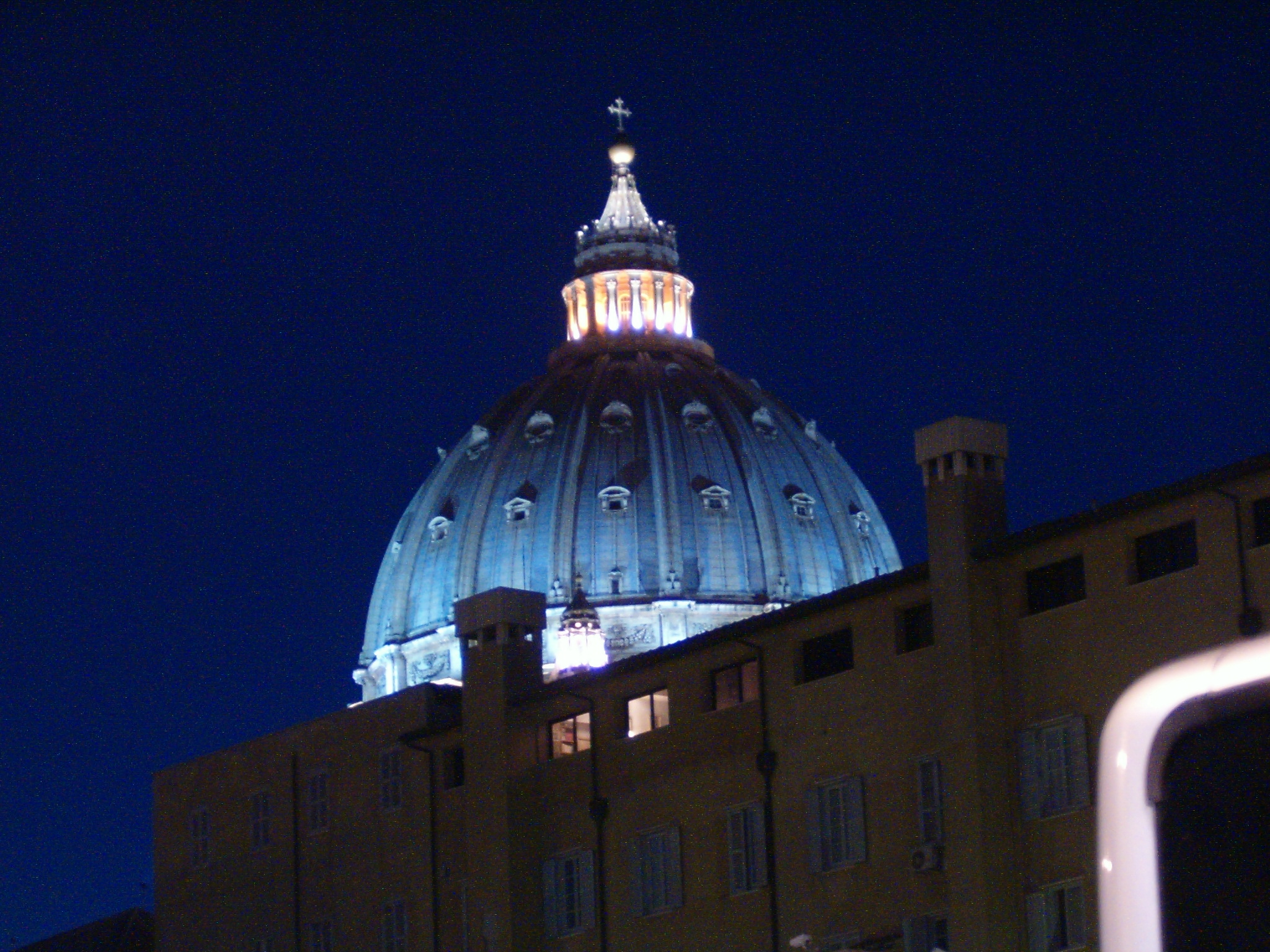
Dôme de la basilique Saint-Pierre, au Vatican (2006).

Les théories du complot sur le Vatican désignent une interprétation spéculative d'événements suivant un plan concerté et orchestré secrètement par un groupe malveillant. Ces théories s'appliquent au Vatican en tant qu'État, notamment au travers de ses institutions, mais aussi au Saint-Siège. Elles visent aussi l'Église catholique, les papes, les différents religieux qui exercent au Vatican, les actions du Vatican dans l'histoire et de nos jours ainsi que ses possessions (trésors, richesses). Enfin, ces théories visent les croyances des catholiques (Dieu, Jésus, les évangiles) et de présumées dissimulations par le Vatican (archives secrètes).

## Mort deJean-PaulIer
Le pape Jean-Paul Ier meurt le 28 septembre 1978, un mois seulement après le début de son pontificat. Sa mort et les difficultés que le Vatican aurait rencontrées dans le cadre des procédures cérémonielles et légales de décès alimentent plusieurs théories. L'auteur britannique David Yallop a beaucoup écrit sur les crimes non résolus et les théories du complot. Dans son livre Au nom de Dieu (1984), il suggère que le pape Jean-Paul Ier est mort car il était sur le point de révéler des scandales financiers impliquant le Vatican. John Cornwell répond aux accusations de Yallop en 1987, dans son ouvrage A Thief In The Night, en analysant ces différentes allégations, et nie la conspiration. Selon Eugene Kennedy, du New York Times, le livre de Cornwell « aide à purger l'air de la paranoïa et des théories du complot, en montrant comment la vérité, soigneusement déterrée par un journaliste compétent dans un volume rafraîchissant, nous rend libres ».

## Tentative d'assassinat deJean-PaulII
Diverses théories ont été avancées concernant la tentative d'assassinat de Jean-Paul II par Mehmet Ali Ağca. Ces théories impliquent notamment l'organisation des Loups gris, les services secrets bulgares, etc.

## Renonciation deBenoîtXVI
- Vatileaks
- Complot gay (renonciation du pape)
- Le départ de Benoît XVI sur les élections italiennes

## Know Nothing
Le Know Nothing est un groupe politique anticatholique aux États-Unis, actif dans les années 1840 et 1850, qui prétendait que les Irlandais et autres immigrants catholiques romains aux États-Unis étaient contrôlés par le pape à des fins antiaméricaines.

## Archives secrètes
Il existe plusieurs théories sur le contenu des archives apostoliques du Vatican : certaines théories prétendent qu'elles contiennent des informations secrètes sur le Prieuré de Sion, la preuve que Jésus a eu une femme et une descendance, des informations secrètes sur le troisième secret de Fátima, la véritable Lance du Destin, des informations secrètes sur le Saint Graal et/ou l'Arche d'alliance,,, un chronoviseur supposé réel, etc. Certaines théories prétendent encore que le Vatican possèderait des informations sur les Illuminati et qu'il abriterait secrètement la plus grande collection de pornographie du monde.

## Théories du complot dans l'histoire
- L'argent des Nazis
- Les filières d'exfiltrations des Nazis (ratlines)
- La collaboration de l'Église catholique avec le régime nazi pendant la Seconde Guerre mondiale.

## Trésors et richesses du Vatican
- Les scandales financiers (blanchiment, chute de banques italienne)
  - Ettore Gotti-Tedeschi
  - Marcinkus
- Les biens immobiliers et leur gestion
- Les œuvres culturelles
- L'Or du Vatican/Fort Knox

## Élection pontificale
- Prophétie de Malachie
- Élection/Désignation des papes
- La dernière (Petrus Romanus)
- Mort annoncée de Benoît XVI (février 2012) et Petrus romanus

## Théories sur Dieu et Jésus
- L'église tromperait volontairement les gens sur l'existence d’un Dieu
- Mortalité de Jésus
- Mariage et descendance de Jésus (Marie-Madeleine, enfant commun)

## Théories diverses
- Le télescope du Vatican (l'instrument LUCIFER n'appartient pas au Vatican mais est situé près du Vatican Advanced Technology Telescope qui lui appartient)
- HAARP et le Vatican

## Attitude du Vatican face aux attaques
Face à l'astronomie : Audience générale, 16 juillet 1969, Paul VI.